# 9359 Fleringe
9359 Fleringe este un asteroid din centura principală de asteroizi.

## Descriere
9359 Fleringe este un asteroid din centura principală de asteroizi. A fost descoperit pe 6 martie 1992 la Observatorul La Silla în cadrul programului UESAC. El prezintă o orbită caracterizată de o semiaxă mare de 2,62 ua, o excentricitate de 0,08 și o înclinație de 8,5° în raport cu ecliptica.